# 세계 근대5종 선수권 대회
세계 근대5종 선수권 대회(世界近代五種選手權大會, 영어: World Modern Pentathlon Championships)는 국제 근대5종 연맹이 주관하는 근대5종 종목의 세계 선수권 대회이다. 1949년에 처음 열렸으며 올림픽 정식 종목인 남녀 개인전과 남녀 릴레이, 혼성 릴레이, 단체전이 추가로 진행되면서 총 14개 세부 종목이 진행되고 있다.

## 역사
1949년 국제 근대5종 연맹 주관으로 스웨덴 스톡홀름에서 제1회 대회가 열렸으며 남자 선수들만 참가했다. 1978년 스웨덴 옌셰핑에서 열린 1978년 세계 선수권 대회에서 처음으로 여자부가 신설되었다. 1981년 세계 선수권 대회부터 남자부와 여자부 경기 진행 장소와 날짜가 다르게 진행되었으며 남자부는 폴란드의 지엘로나구라, 여자부는 영국 런던에서 쟁회었다.
1993년 독일 다름슈타트에서 열린 1993년 세계 선수권 대회 부터 남자 대회와 여자 대회 모두 같은 장소에서 동시에 개최되었다.

## 같이 보기
- 올림픽 근대5종
- 올림픽 근대5종 메달리스트 목록